# Ana Arias Saavedra
Ana Arias Saavedra (Freán Sirvián, Guntín (Lugo) 15 de octubre de 1951) es una artista plástica, fotógrafa, escritora, y editora española en gallego y en español.

## Trayectoria
Pasó su niñez y juventud en Lugo; y se tituló en "Corte y confección, sistema Martí". Tras sufrir una fuerte depresión comenzó a dibujar y a escribir poesía y cuentos. 
Realiza colaboraciones con las revistas: Xistral, del Ayuntamiento de Lugo, Eiva de Ferrol; y en Galicia Digital.

## Obra en gallego

### Poesía
- Antoloxía colectiva de poemas e arte, 2008
- Individual, 2010
- Muñequito al niño[3]
- Madre Celestial[4]
- Florido Recuncho[5]

### Obras colectivas
- En defensa do Poleiro. A voz dos escritores galegos en Celanova, 2010, Toxosoutos.

## Obra en español

### Poesía
- Anhelando su resollar[6]
- Luz entre tinieblas, 2010[7]